# Prepona brooksiana
Prepona brooksiana is een vlinder uit de familie van de Nymphalidae. De wetenschappelijke naam van de soort is voor het eerst geldig gepubliceerd in 1889 door Frederick DuCane Godman & Osbert Salvin.